# Ангелы смерти из Лайнца
Мария Грубер, Ирен Лайдольф, Стефания Мейер и Вальтрауд Вагнер (нем. Maria Gruber, Irene Leidolf, Stephanija Meyer, Waltraud Wagner) — четыре австрийские женщины, работавшие помощницами медсестёр в гериатрическом центре «Винервальд» в Лайнце, Вена, и убившие десятки пациентов в период с 1983 по 1989 год. Группа убивала своих жертв с помощью передозировки морфия или путём нагнетания воды в лёгкие. К 2008 году все четыре женщины были освобождены из тюрьмы.

## Предыстория
23-летняя Вагнер была первой, кто убил пациента передозировкой морфия в 1983 году. В процессе она обнаружила, что ей нравится «играть в Бога и держать в своих руках власть над жизнью и смертью». Она привлекла 19-летнюю Грубер и 21-летнюю Лайдольф, а затем и «мать» группы, 43-летнюю Стефанию Мейер. Вскоре они изобрели свой собственный способ убийства: пока один держал голову жертвы и зажимал ей нос, другой вливал в рот воду, пока жертва не захлёбывалась в своей постели. Поскольку у пожилых пациентов часто была жидкость в лёгких, это было недоказуемое преступление. Группа убивала немощных пациентов, но многие из них не были смертельно больны.
Следователи критиковали больницу за то, что она встретила их «стеной молчания», когда они пытались расследовать подозрительную смерть 1988 года. Помощники были пойманы после того, как врач подслушал, как они хвастались своим последним убийством в местной таверне. В общей сложности они признались в 49 убийствах за шесть лет, но могли быть ответственны и за 200. В 1991 году Вагнер была осуждена за 15 убийств, 17 покушений и два случая нападения. Она была приговорена к пожизненному заключению. Лайдольф также получила пожизненный срок, будучи осуждённой за пять убийств, а Мейер и Грубер получили 20 лет и 15 лет соответственно за непредумышленное убийство и покушение на убийство.
В 2008 году Министерство юстиции Австрии объявило, что освободит Вагнер и Лайдольф из тюрьмы за хорошее поведение. Мейер и Грубер были освобождены несколькими годами ранее и сменили имена.